# Iglesia de San Andrés (Llordá)
La Iglesia de San Andrés de Llordá era una construcción  románica al norte del pueblo de Llordá, en el término de Isona y Conca Dellá, de la que sólo quedan unos restos, que permiten identificar el ábside y una parte de los muros. Debía ser una iglesia de una sola nave, con ábside románico a levante. El aparato, formato de sillares bien cortados, nos remite a las iglesias románicas rurales del siglo XI.
No está prácticamente documentada, y parece que era una de las iglesias del término del Castillo de Llordá donadas al Monasterio de San Saturnino de Tabérnolas en el 973 por el conde de Urgel Borrell II. También puede ser una de las iglesias que, genéricamente, menciona Arnau Mir de Tost en su testamento (1071), donde las dona a Sant Sadurní de Llordà.